# フォート・スティーブンス砲撃
フォート・スティーブンス砲撃は、第二次世界大戦中に日本海軍が実施したアメリカ本土砲撃の1つである。1942年6月、日本海軍の伊号第二十五潜水艦がコロンビア川河口に位置するフォート・スティーブンス陸軍基地を砲撃した。

## 砲撃
当時、日本海軍の潜水艦伊25（艦長：田上明次少佐）は、通商破壊および地上砲撃の任務に従事していた。伊25は伊十五型潜水艦の1隻で、14cm甲板砲や魚雷のほかに零式小型水上機を搭載し、97名の乗組員を有していた。1942年6月14日、伊25はオレゴン州沿岸へと進出した。この際、漁船の航跡を辿ることでアメリカ海軍が敷設した機雷原を避けたという。
6月21日22時30分頃、イ25はコロンビア川河口にて浮上した。田上はフォート・スティーブンス陸軍基地を潜水艦基地と誤認し、これに対する地上砲撃を決断した。
フォート・スティーブンスは、南北戦争時代に設置された陸軍基地である。第二次世界大戦中には12インチ沿岸迫撃砲や10インチ隠顕式砲台といったごく旧式の火砲が主に設置され、およそ2,500人の兵士が駐屯していた。
田上はフォート・スティーブンスの砲兵陣地の1つ（ラッセル砲台）に対する砲撃開始を命じた。最初の射撃は被害を及ぼさず、フォート・スティーブンス側では灯火管制を行うのみで応射は行わなかった。この時、フォート・スティーブンスでは混乱に陥りながらも総員が配置に付いており、監視塔から潜水艦も目視していたものの、「敵艦は射程範囲外」と誤った報告が行われていた。その為、基地司令は砲火を手がかりに照準されることを避けるべく、応射ではなく防御態勢の維持を命じていたのである。
伊25の撤退までの16分間に17発の砲撃が行われた。砲撃の大半はフォート・スティーブンス近くの野球場や沼地に着弾していたが、うち1発はラッセル砲台のトーチカの真横に着弾していた。また、別の砲弾は電話線を切断して広範囲での通信途絶を引き起こしている。
フォート・スティーブンスのアメリカ軍基地内の送電線や、基地外の野球場のバックネットも破壊されていた。1人のアメリカ軍兵士が戦闘配置に付く際に負傷している。
その後、訓練飛行中だった航空機が伊25を発見し、まもなく通報を受けたA-29ハドソン攻撃機が出撃している。ハドソン攻撃機は伊25に対する爆撃を行ったものの、損傷を与えることはできなかった。

## その後
この交戦による死者はなかったが、西海岸ではアメリカ本土侵攻に対する恐怖と不安が形成されていった。オレゴン州ポイント・アダムスの沿岸部では、侵攻に備えて鉄条網が張り巡らされた。難破船ピーター・アイルデールの残骸も障害物に組み込まれ、終戦までそのまま放置された。また、1発がゴルフ場に着弾しており、現在そこには記念碑が建てられている。
伊25はその後もアメリカ本土沿岸での作戦に従事し、1942年9月には零式小型水上機を用いアメリカ本土爆撃を成功させている（ルックアウト空襲）。フォート・スティーブンス砲撃は、アメリカ本土の米軍施設への攻撃としては米英戦争以来のものであり、また第二次世界大戦中に行われたアメリカ本土の基地への唯一の攻撃事例である。